# Jean-Barthélémy Cazes
Pour les articles homonymes, voir Cazes.
Jean-Barthélémy Cazes né le 2 septembre 1747 à Montréjeau et mort le 14 avril 1806 à Saint-Béat est un homme politique français.

## Biographie
Élu député à l'Assemblée législative du 6 septembre 1791 au 20 septembre 1792.
Il était homme de loi à 
Il fit partie de la majorité de l'Assemblée législative, où le département de la Haute-Garonne l'élut le 6 septembre 1791, le 9e sur 12, par 264 voix (502 votants).
Il est le père du poète Victor Cazes né à Saint-Béat en 1778 et mort à Saint-Bertrand-de-Comminges en 1861.
Il est aussi le grand-père du peintre français Romain-Cazes (1810-1881) élève d'Ingres,